# Hemiptocha agraphella
Hemiptocha agraphella är en fjärilsart som beskrevs av Paul Dognin 1905. Hemiptocha agraphella ingår i släktet Hemiptocha och familjen Crambidae. Inga underarter finns listade i Catalogue of Life.